# هاردي براون
هاردي براون (بالإنجليزية: Hardy Brown)‏ هو لاعب كرة قدم أمريكية أمريكي، ولد في 8 مايو 1924 في تشايلدريس في الولايات المتحدة، وتوفي في 8 نوفمبر 1991 في ستوكتون في الولايات المتحدة.

## وصلات خارجية
- هاردي براون على موقع مرجع كرة القدم المحترفة.كوم (الإنجليزية)